# Tomboy (ソフトウェア)

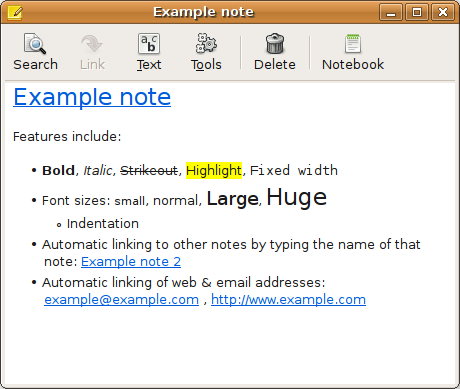
Example note.

Tomboy（トムボーイ）は、GNOMEデスクトップ環境に含まれている、オープンソースのUnix系システム用付箋アプリケーションである。PIMとして使われることもある。Gtk#を用い、C#で書かれている。
Tomboyはウィキのようなリンクをつくる機能を持っており、メモの名やを記入すると自動的にリンクされる。これにより多くの情報を管理できる。

## 特徴
Tomboyには以下のような機能がある。
- テキストの強調表示
- フォントのサイズ・スタイル変更
- 箇条書き表示
- GtkSpellを用いたスペルチェック
- URLやメールアドレスの自動リンク
- アンドゥ・リドゥ機能
- 自動保存

## プラグイン
Tomboyがサポートしているプラグイン:
- バックリンク
- HTMLへのエクスポート
- タイムスタンプの挿入
- 「本日のメモ」の自動生成
- 付箋アプレットからのインポート
- Bugzillaへのリンク
- Evolutionメールへのリンク
- メモの印刷
- ローカルディレクトリとの同期
- SSHでの同期
- WebDAVでの同期
- 固定幅フォント

この他にサードパーティーによるプラグインも存在する。

## Windows / macOS版
TomboyはMonoプラットフォーム上で動作するので、Windows上で動作するバージョンも存在する。しかしまだ不安定であり、また一部のLinux用プラグインが使えない。
Tomboy開発チームは現在Windows上で動作するTomboy 0.12.0を公開している。また、WindowsおよびmacOS上で動作するTomboy 0.13.0のプレビュービルドも公開している。